# Avsunviroidae
Avsunviroidae (лат.) — семейство вироидов. К настоящему моменту известно три представителя. Они состоят из молекулы РНК, составляющей геном вироида, длиной 246—375 нуклеотидов. Они представлены одноцепочечной кольцевой молекулой РНК и имеют внутримолекулярные спаренные основания. У всех представителей отсутствует неизменяющийся центральный участок.

## Репликация
Репликация происходит в хлоропластах растительных клеток. Ключевыми особенностями репликации у представителей данного семейства является отсутствие необходимости в вирусе-помощнике, а также отсутствие кодировки белков. В отличие от другого семейства вироидов, Pospiviroidae, репликация у Avsunviroidae идет по симметричному повторяющемуся механизму. Считается, что положительные цепи РНК выступают в качестве шаблона для формирования отрицательных нитей с помощью фермента, похожего на РНК-полимеразу II. Отрицательная нить РНК затем расщепляется с помощью рибозима. Во втором повторении механизма образуется положительная нить, которая также расщепляется рибозимом, а затем скрепляется и становится кольцевой. Точное место, где проходит репликация, неизвестно, но считается, что это происходит в хлоропластах в присутствии ионов магния.

## Структура
Полагают, что вироиды этого семейства существуют как палочковидные молекулы с областями спаренных оснований, где они образуют булавковидные структуры или имеют разветвленные конфигурации.

## Классификация
По данным Международного комитета по таксономии вирусов (ICTV), на май 2016 г. в семейство Avsunviroidae включают 3 рода:
- Род Avsunviroid — типовой вид: ASBV (вид, вызывающий заболевание авокадо)
- Род Pelamoviroid — типовой вид: вироид, вызывающий мозаику персика
- Род Elaviroid — типовой вид: вироид, поражающий баклажаны